# David Špiler
David Špiler (* 2. Januar 1983 in Kranj, Jugoslawien) ist ein slowenischer Handballspieler. Er ist 1,89 m groß.
In seiner Jugend spielte David Špiler noch beim RK Tržič in der Nähe seiner Heimatstadt, bevor er später für den RK Slovenj Gradec in der ersten slowenischen Liga debütierte. Mit seinem Verein gelang es ihm jedoch nie, an Serienmeister RK Celje vorbeizukommen. Von ebendiesem wurde Špiler 2006 verpflichtet; 2007 gewann er das Double aus Meisterschaft und Pokal. 2010 wechselte er nach Kroatien zu RK Zagreb, mit dem er 2011, 2012 und 2013 die Meisterschaft gewann. 2013 unterschrieb er einen Vertrag beim belarussischen Klub aus Brest, mit dem er 2014 und 2015 die Meisterschaft sowie den belarussischen Pokal gewann.
Ab Dezember 2018 spielte er in der Handball-Bundesliga für die Eulen. Ab dem Saisonbeginn 2019/20 lief er für den israelischen Verein Hapoel Aschdod auf. Aus familiären und beruflichen Gründen bat er dort jedoch um eine Vertragsauflösung. Zum 8. Oktober 2019 schloss er sich dem Drittligisten TV Plochingen an, von dem er bereits im Februar 2020 zum kroatischen Verein RK Bjelovar wechselte.
David Špiler hat bisher 134 Länderspiele für die slowenische Nationalmannschaft bestritten. Mit Slowenien nahm er an der Weltmeisterschaft 2007 in Deutschland teil, belegte aber nur den 10. Platz; bei der Europameisterschaft 2008 in Norwegen schied er mit seinem Land nach der Hauptrunde aus. Bei der Europameisterschaft 2012 erreichte er Platz 6.